# 普朗谢莱米讷
普朗谢莱米讷（法語：Plancher-les-Mines，法語發音：[plɑ̃ʃe le min]）是法国上索恩省的一个市镇，属于吕尔区。

## 地理
普朗谢莱米讷（47°45'39"N, 6°44'33"E）面积25.59 平方千米，位于法国勃艮第-弗朗什-孔泰大區上索恩省，该省份为法国东部内陆省份，北起顺时针与孚日省、贝尔福地区省、杜省、汝拉省、科多尔省和上马恩省接壤。
与普朗谢莱米讷接壤的市镇（或旧市镇、城区）包括：勒蒂约、摩泽尔河畔圣莫里斯、贝尔法伊、弗雷斯、欧迪泰姆-朗贝尔堡、上欧克塞勒、勒皮、塞尔旺斯-米耶兰。

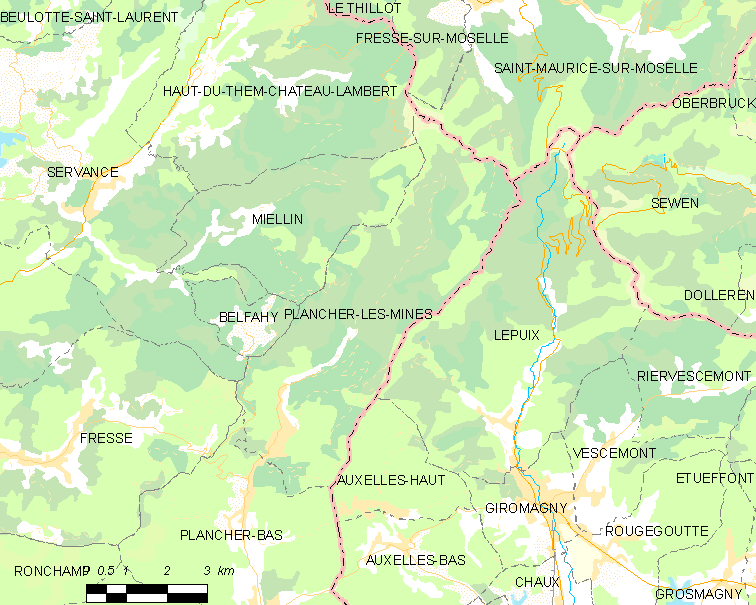
普朗谢莱米讷的OSM定位图

普朗谢莱米讷的时区为UTC+01:00、UTC+02:00（夏令时）。

## 行政
普朗谢莱米讷的邮政编码为70290，INSEE市镇编码为70414。

## 政治
普朗谢莱米讷所属的省级选区为埃里库尔第一县。

## 人口

1962-2008年间普朗谢莱米讷人口变化图示

普朗谢莱米讷于2022年1月1日时的人口数量为897人。